# Isabel Rochat

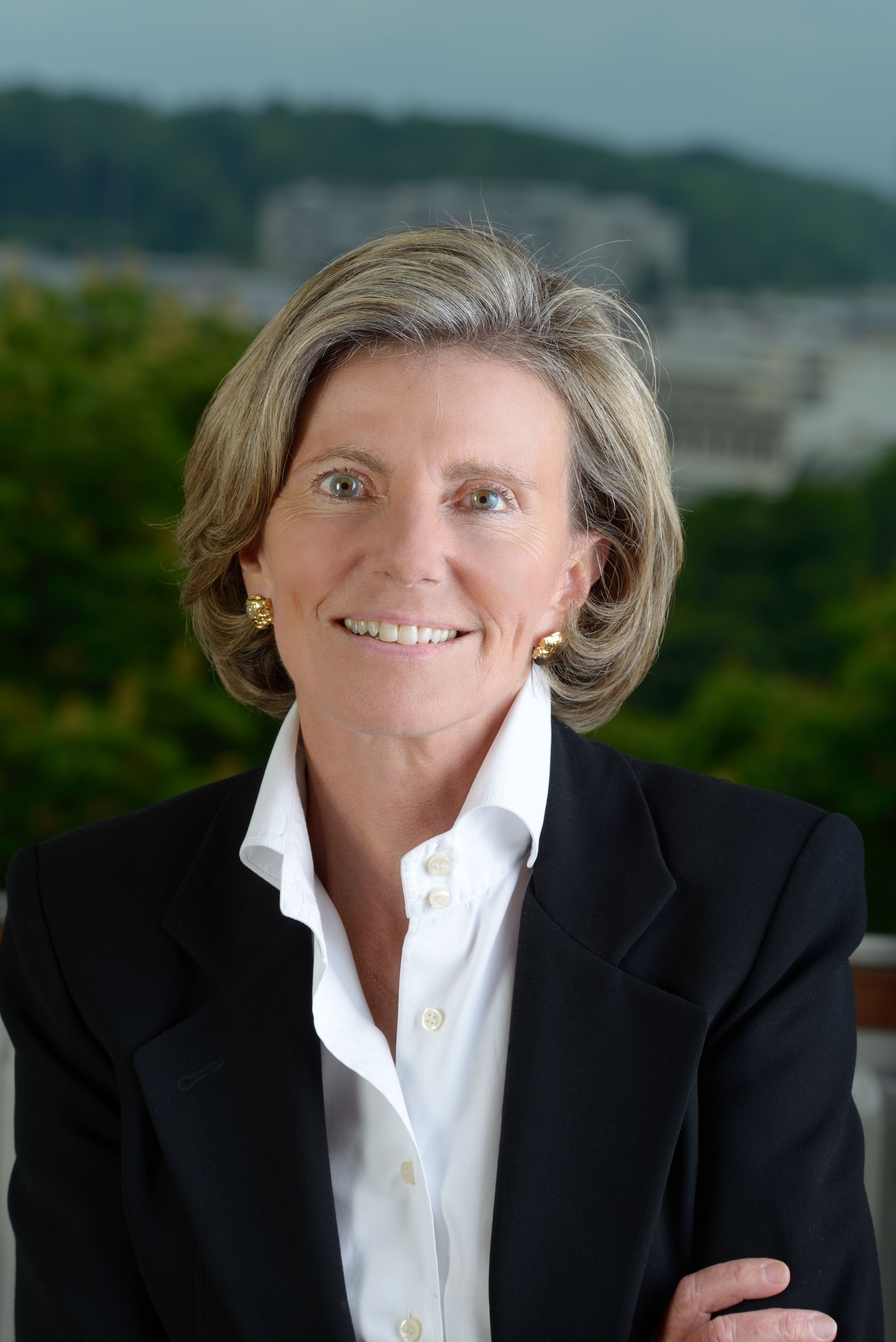
Isabel Rochat (2013)

Isabel Rochat (* 1. August 1955 in Delémont, heimatberechtigt in Jussy) ist eine Schweizer Politikerin (FDP).

## Leben
Rochat erlangte 1981 das Lizentiat der Politikwissenschaften am Genfer Hochschulinstitut für internationale Studien.
Ihr erstes politisches Mandat nahm Rochat von 1995 bis 2003 als Gemeinderätin von Thônex wahr. Sie war dort insgesamt dreimal Gemeindepräsidentin. 2009 wurde sie in den Grossen Rat des Kantons Genf gewählt. Am 15. November 2009 gelang ihr die Wahl in den Staatsrat.
Die Ökonomin ist verheiratet und hat drei Kinder. Sie wohnt in Thônex.